# 高若瑟 (福建主教)
高若瑟（Bishop José Calvo, O.P.；1739年—1812年10月15日），天主教福建宗座代牧区第9任宗座代牧（1781-1812），西班牙多明我会传教士，在中国福建传教42年之久。
1739年，高若瑟出生于西班牙的巴伦西亚。1769年底抵达菲律宾，次年来华。
1781年2月16日，高若瑟被任命为天主教福建宗座代牧区的第9任宗座代牧（1781– 1812），领Meloë in Lycia主教衔。1790年10月28日举行祝圣仪式。他在任内，成立了溪填修院。
1812年10月15日，高若瑟在宁德附近的海島Ciu-suei, Tap-san去世，享年73岁。